# Casa de Narro
La casa de Narro es un linaje noble español originario de Guipúzcoa, País Vasco. De ahí se extendió a diversas provincias y reinos españoles, principalmente a Cataluña, la actual Rioja, Ávila (Castilla y León) y América. Apareció de manera importante durante el siglo XII en la repoblación de Castilla. Fue una de las 100 familias a las que se les otorgó la zona de Segovia. De hecho, existen algunas poblaciones que llevan este apellido o derivaciones de él, como la localidad de Narros en la provincia de Soria, Narros de Saldueña en Ávila y que cuenta aún con el castillo de Narros, o el municipio de Narros del Puerto, en Ávila también, nombrado así por haber sido poblado por Naharros en el siglo XIII.
Otro ejemplo es el palacio de Narros en Zarauz, Guipúzcoa, datado en el siglo XVI y perteneciente a partir del siglo XVII a los marqueses de Narros. Actualmente sus propietarios son los duques de Granada de Ega.

## Escudo de Armas
Escudo partido: 1º, en campo de oro, dos fajas de azur, y 2º, cuatro lanzas de plata punta arriba, cargadas de un escusón del mismo metal con un león rampante, de gules.

## Etimología
El apellido Naharro significa en vasco “Zarzal” o “erial”. Algunas fuentes hablan que en su origen era Niarro, proviniendo también del país vasco, en cuyo idioma significaría “bota de vino vieja”

## Hechos históricos
El origen de este apellido es muy controvertido y con varias leyendas de su historia. Algunas hablan de que inicialmente era Nyarro. Otras lo ubican en Cataluña, asentados en la villa de Nyer, cerca de Otelo, en el valle del Mantel, perteneciente al Coll de Madona, hoy Francia.
Siguiendo las leyendas, durante los siglos XVI y XVII vivían en la región catalana dos grupos antagónicos, los Narro y los Cadells, estando siempre en constantes luchas. Estos enfrentamientos se daban principalmente en Cerdeña, valle de Urgel, ubicado en Lérida, una de las ciudades más antiguas de España. 
Agrupados en bandos (dando origen al término “bandidos”), Narros y Cadells fueron tan famosos en Europa, como los Welfos y Guivelinos en Milán, los papas y los Medicis en Florencia, o los Beamonteses y Agramonteses en Navarra. Era tal la rivalidad entre ambos bandos que, en 1592, la Diputación de Barcelona intentó expulsarlos. En 1605 las autoridades catalanas trataron de conciliarlos y llegar a un acuerdo entre ellos y, con tal motivo, se reunió el Consejo del Ciento (Consel de Cent Iurats) el 10 de noviembre de 1612, el 11 de julio y el 9 de noviembre de 1613. En ese tiempo el jefe de los Narro era don Roque Guinart, mencionado en la obra de Miguel de Cervantes Saavedra, don Quijote de la Mancha.
El periodo de paz terminó por un enfrentamiento entre un Cadells y don Juan de Serallonga (Narro) y, en 1633, Fontanela, jefe de los Cadells, prendió y ahorcó a don Roque Guinart. Con esto, algunas familias del clan Narro migraran a otros puntos de la península ibérica, las Islas Baleares y al Nuevo Mundo, convirtiendo en algunos casos el apellido en Navarro, Nafarro, Najarro, Narros, etc. 
En México los descendientes de esta estirpe han destacado en todos los ámbitos, desde los negocios y la política, hasta en las artes.

## Modificación Del Apellido
Don Pedro Alonso de Naharro, nacido entre 1575 y 1585 casó en Hervías con Magdalena Bartolomé en 1608. Su hijo, Don Domingo Alonso de Naharro y Bartolomé,  originario de Hervías, fue bautizado el 5 de noviembre de 1628. Casó con doña Ysabel de Zerezeda. Hija de don Diego Zerezeda y doña María Solares. Don Pedro simplifica el apellido para dejarlo como “Narro”.

## Paso a América
Don Domingo Alonso de Narro y Zerezeda, originario de Villar de Torre, fue bautizado el 27 de febrero de 1666. Casó con doña María Angulo, originaria de Badarán, ambas poblaciones actualmente en La Rioja. Fue bautizada el 23 de abril de 1768 en la parroquia del mismo lugar.  Hija de don Antonio Angulo Pérez, nacido el 24 de enero de 1633, en Badarán y doña María de San Juan. Don Antonio fue hijo de don Juan Angulo y doña María Pérez, y doña María de San Juan fue hija de Pedro San Juan y doña Francisca de Zeballos, todos estos originarios de Badarán.
Su hijo, don Francisco Alonso de Narro y Angulo, originario de Villar de Torre, fue bautizado el 13 de octubre de 1701 y pasa a Nueva España en 1716.
Casó en la parroquia de Santiago de Saltillo el 15 de septiembre de 1724 con doña Ysabel Martínez Guajardo y Montes de Oca.
Del matrimonio de don Francisco Alonso de Narro y Angulo (algunos afirman que el “Alonso” fue apellido y no nombre propio) y doña María Ysabel Martínez Guaxardo y Montes de Oca nacen tres vástagos: doña María Rosa, don Juan José Francisco Alonso y don Joseph Miguel. De ellos derivará toda la prolífica descendencia que hoy se extiende por México, los Estados Unidos e, inclusive, en países tan lejanos como Suiza. 

## Lugares Relacionados

Escudo del municipio de Narros del Puerto, provincia de Ávila.

- Narros
- Casa de la Media Naranja
- Narros del Castillo
- Narros del Puerto
- Narros de Matalayegua
- Narros de Saldueña
- Narros de Cuéllar
- Palacio de Narros
- Gomeznarro
- Fuente de Pedro Naharro
- Naharros del Río
- Naharros de Valdunciel

## Galería de imágenes

### Castillo de Narros de Saldueña
La fortaleza traza sus orígenes hasta el siglo XV y dispone de una única torre de planta rectangular construida previamente a la fortaleza contigua de planta también rectangular que completa el conjunto. Estilísticamente sigue «a grandes rasgos» las características de la llamada Escuela de Valladolid. Durante la Guerra de Independencia fue ocupado por los franceses. A partir de 1963, la fortaleza —por entonces en deficiente estado de conservación —comenzó un proceso de restauración.

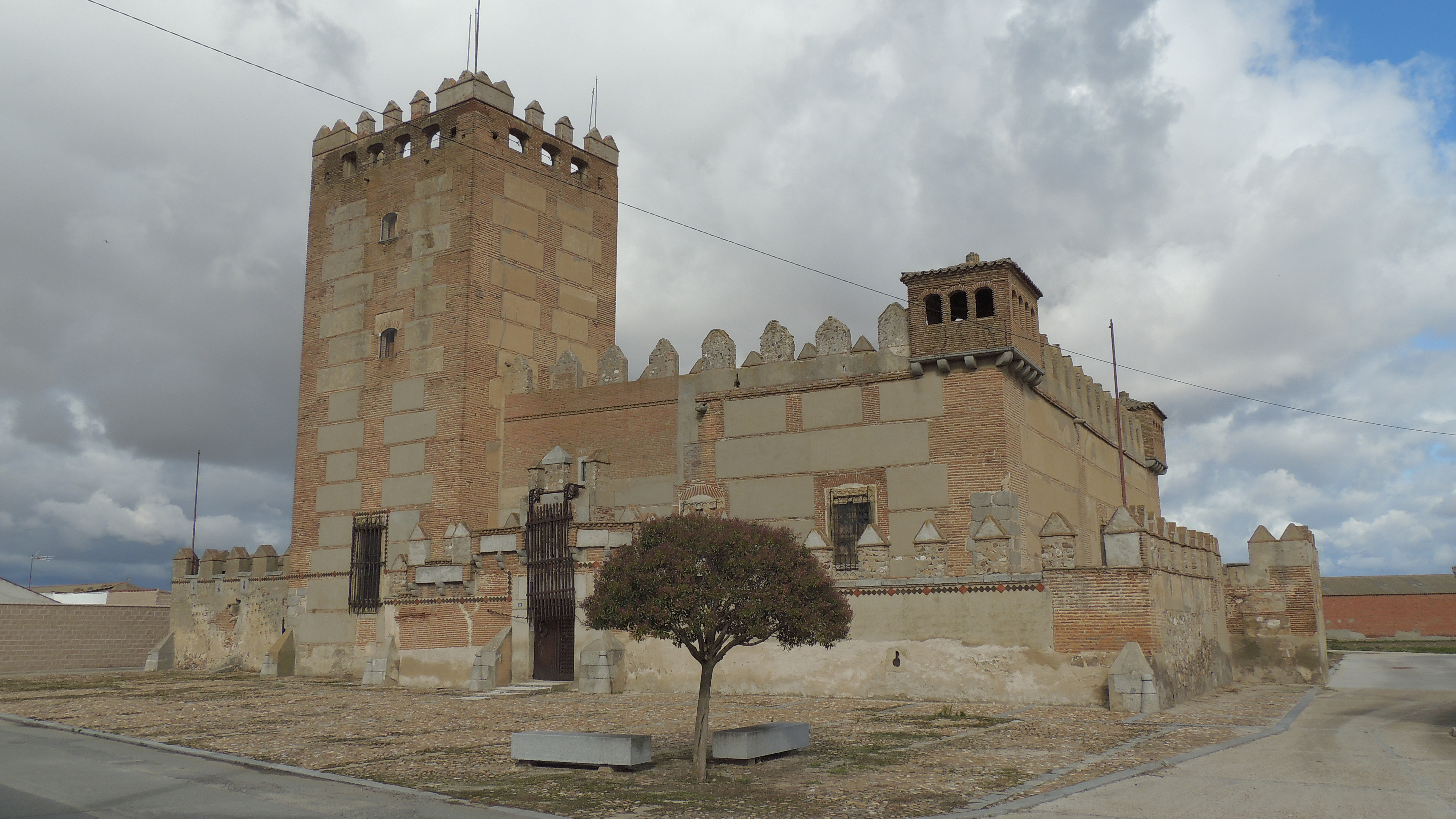
Castillo de Narros de Saldueña
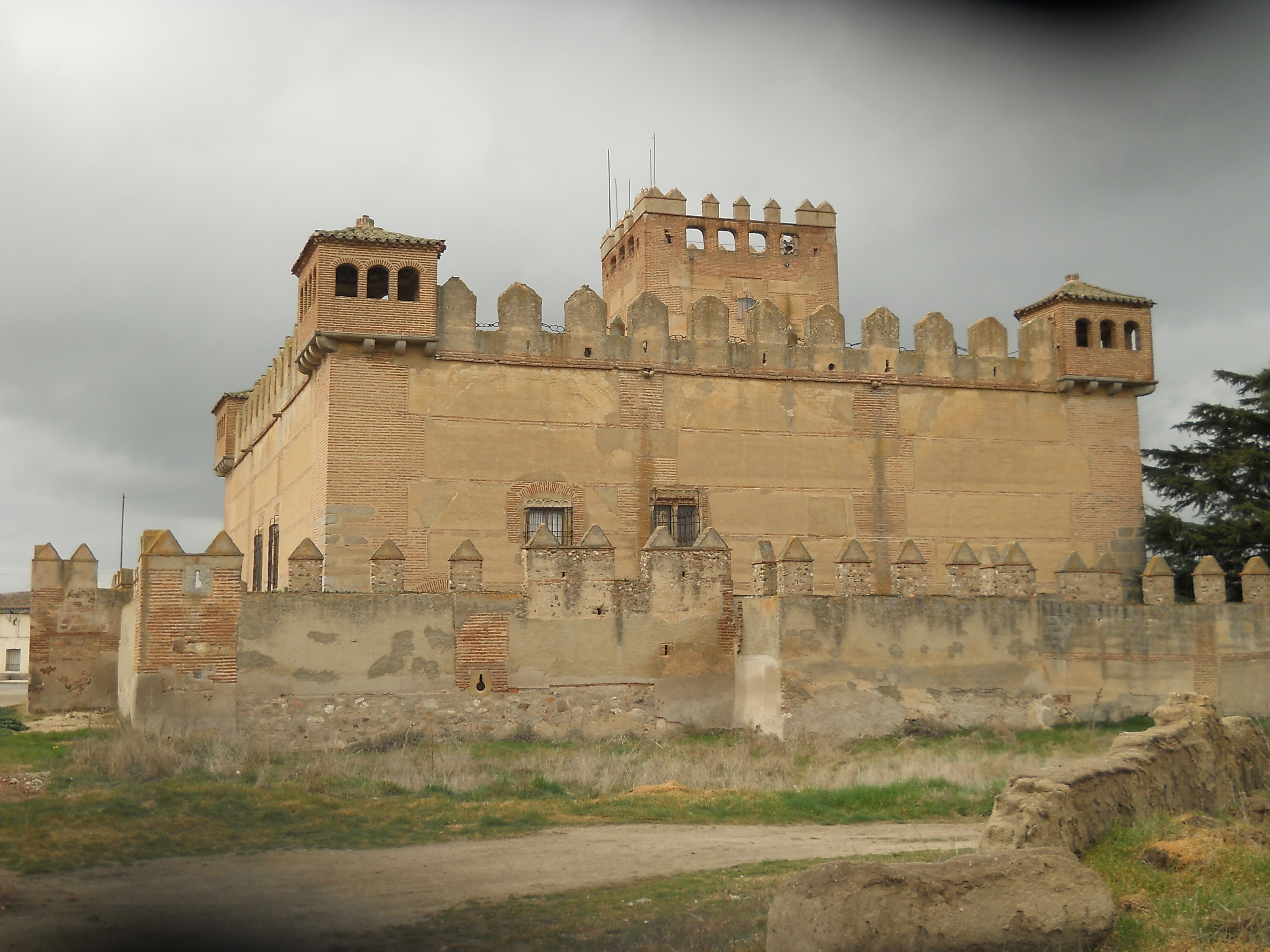
Castillo de Narros de Saldueña
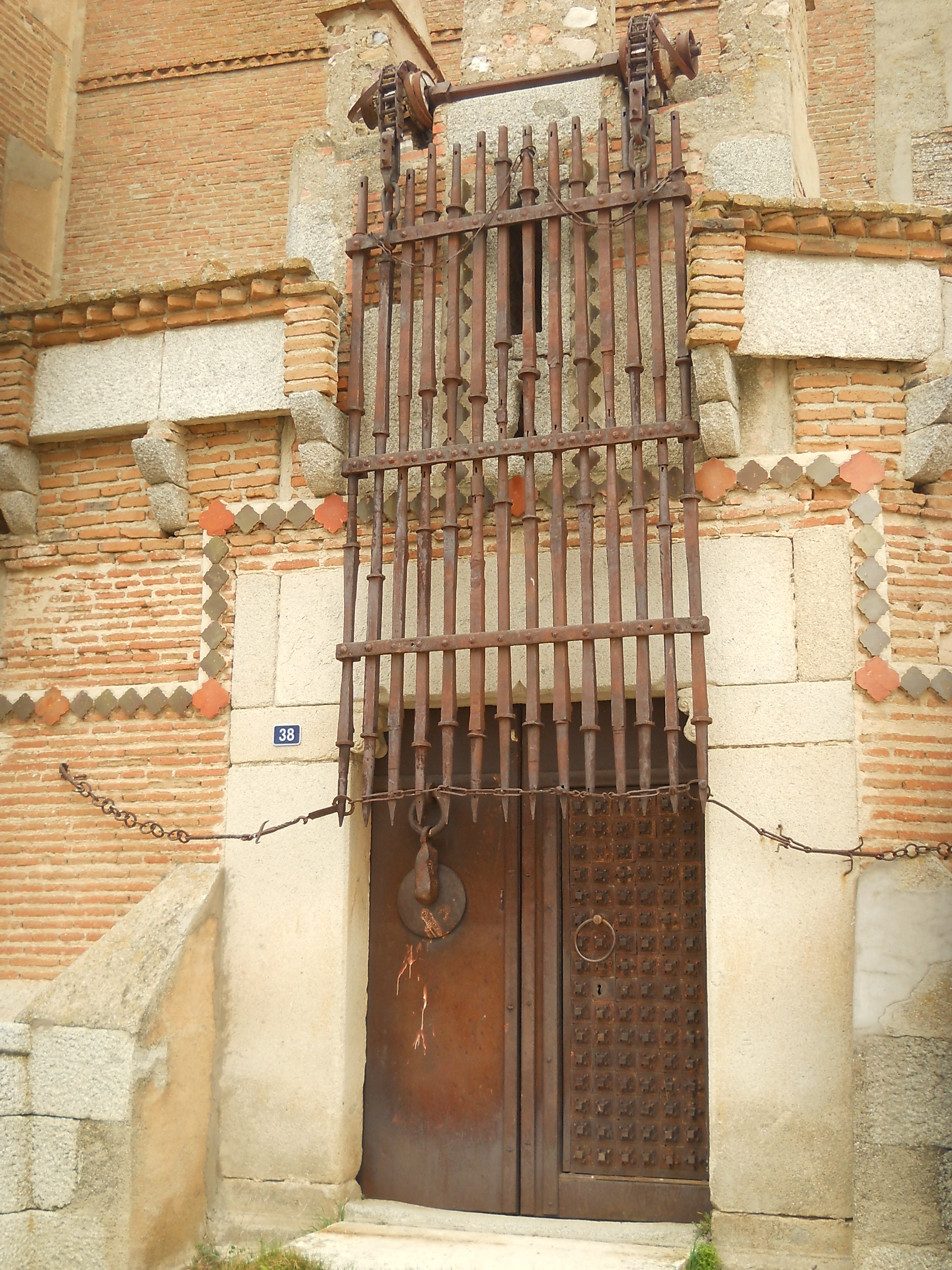
Puerta del castillo

### Palacio de Narros en Zarauz
El palacio data del siglo XVI, y a él fue invitada a pasar largas temporadas veraniegas la reina Isabel II de España. Esto supuso el nacimiento de Zarauz como meca turística del Mar Cantábrico, ya que a la reina secundaron muchos aristócratas y personas de clase alta que comenzaron a pasar los meses de verano allí: el marqués de Narros, don Pascual Madoz, la reina María Cristina de Habsburgo-Lorena, el rey Alfonso XIII, entre otros. Posteriormente frecuentaron la duquesa de Alba, el duque del Infantado, Balduino de Bélgica y su esposa Fabiola de Mora y Aragón, etc.
En este palacio se conservaban cuatro retratos de cuerpo entero, pintados por Diego Velázquez y su taller: Doña Antonia de Ipeñarrieta y Galdós y su hijo don Luis, el de Don Diego del Corral y Arellano (ambos donados al Museo del Prado en 1905), uno de Felipe IV de 1624 (Nueva York, Metropolitan Museum of Art) y el Conde-Duque de Olivares conservado ahora en el Museo de Arte de São Paulo (Brasil).

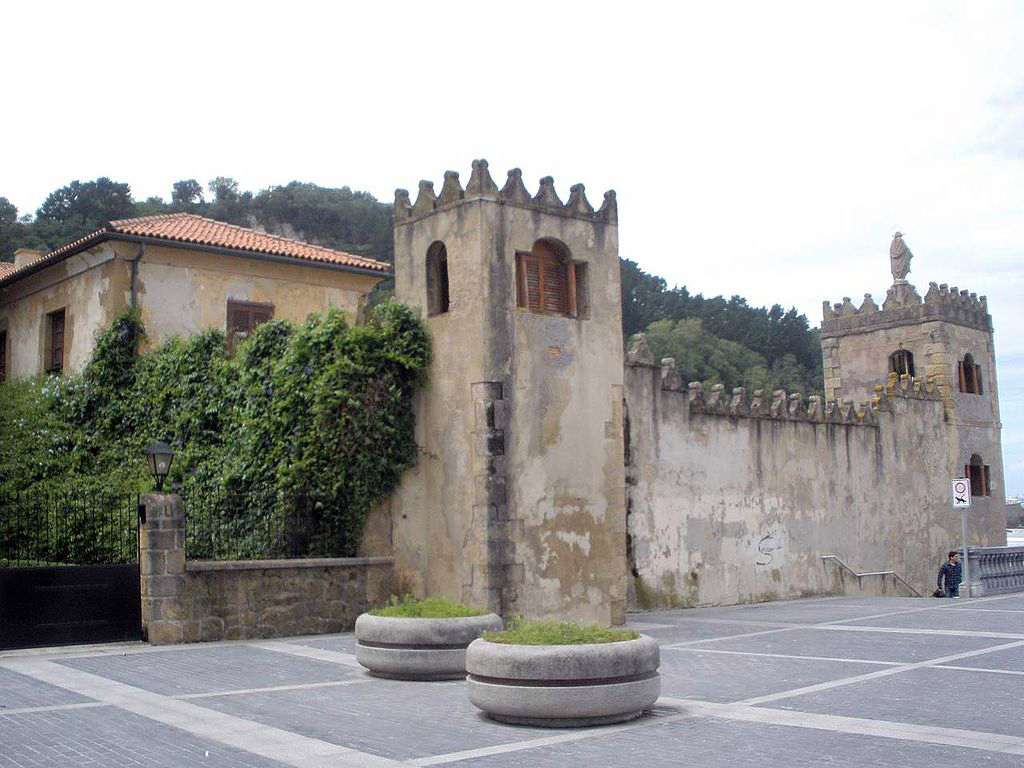
Detalle del Palacio de Narros
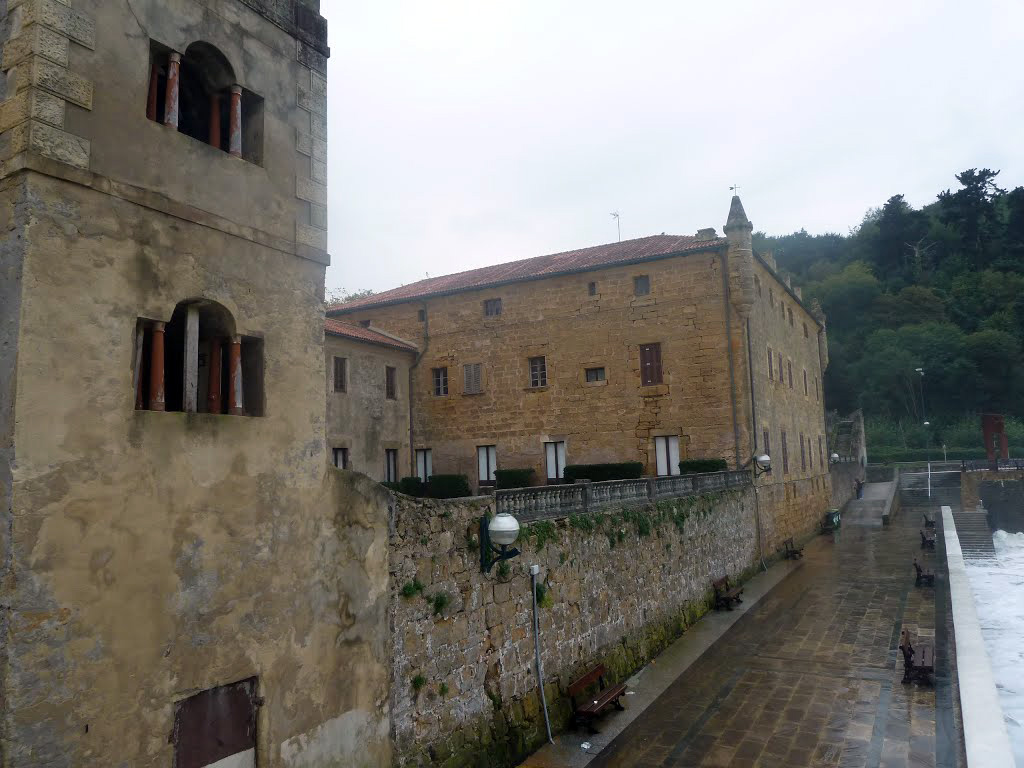
Exterior del Palacio de Narros
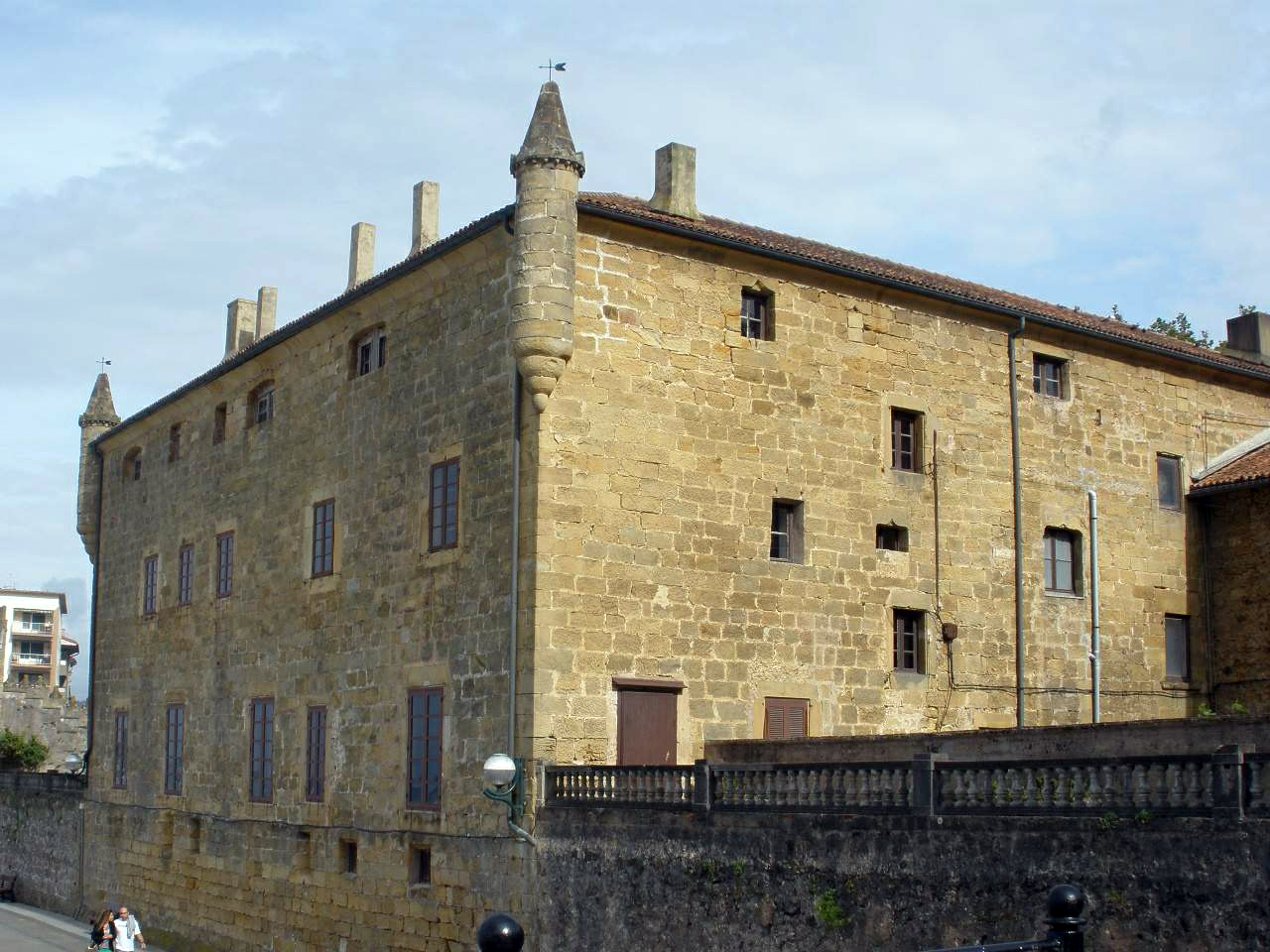
Otra Perspectiva del Palacio de Narros

### Casa de la Media Naranja en Narros
Palacio que refleja el singular estilo de arquitectura civil soriana del siglo XVIII, fue construido en 1750, con planta rectangular de dos niveles, un patio interior cubierto y amplios jardines en la parte posterior. La fachada principal fue realizada con piedra de sillería labrada a mano en los marcos de las puertas, ventanas y en las aristas del recinto, el resto del palacio está cubierto por mampostería. El acceso principal es por un arco con moldura curvilínea, interrumpido al centro por un escudo de armas en relieve, sobrepasando el arco. Enmarcando la puerta principal se encuentran dos ventanas enrejadas con hierro forjado con remates semejantes a los de la puerta y en la parte superior, existen un par de balcones, con iguales remates y hierro forjado. Sobresaliendo del centro del palacio se encuentra un torreón elevado de planta cuadrada, con un par de óculos en cada cara que iluminan el patio central. El nombre de esta joya arquitectónica, que fue declarado monumento nacional de España a principios del siglo XIX, proviene de la bóveda interior semiesférica que cubre el patio central del recinto.

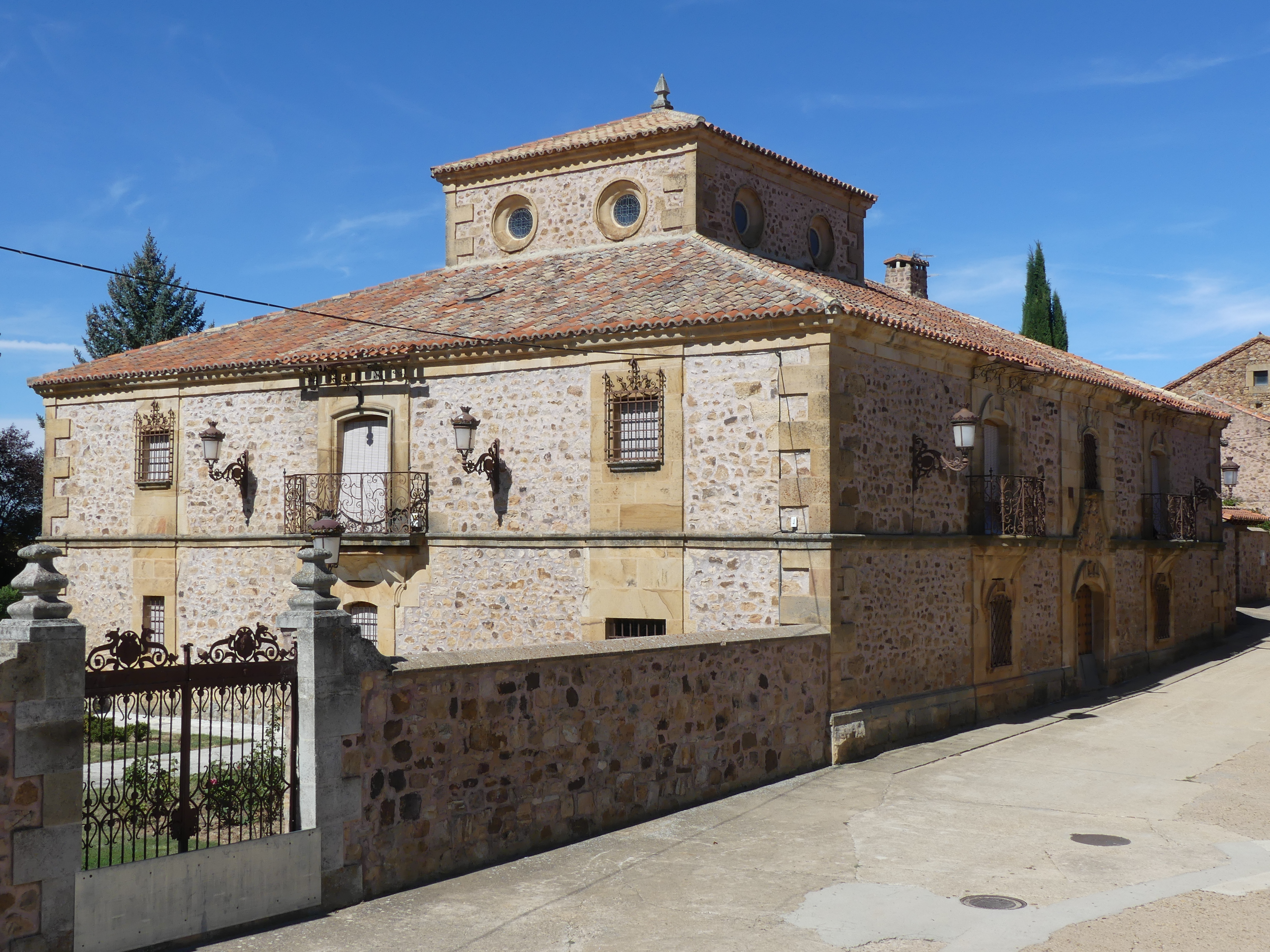
Vista general de la Casa de la Media Naranja
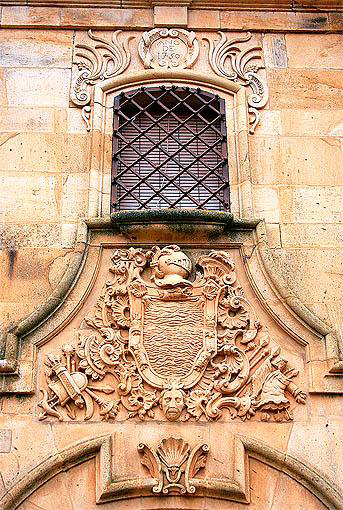
Relieve en la fachada de la Casa de la Media Naranja